# Murad Süleymanov
Murad Süleymanov (ur. 12 maja 1997 roku) – azerski zapaśnik walczący w stylu wolnym. Zajął 26 miejsce na mistrzostwach świata w 2018. Wicemistrz Europy w 2017; piąty w 2019. Trzeci w Pucharze Świata w 2017. 
Mistrz Europy juniorów z 2016, drugi w 2014 i trzeci w 2015. Trzeci na MŚ U-23 w 2018. Drugi na ME U-23 w 2016 i trzeci w 2018 roku.